# Мађарска на Летњим олимпијским играма 1924.
Мађарска је учествовала на Летњим олимпијским играма одржаним 1924. године у Паризу, Француска. Ова олимпијада је било прво учешће мађарске после Певог светског рата.
Олимпијски тим из Мађарске је на овим олимпијским играма се такмичио у дванаест различитих спортских дисциплина и освојили су укупно девет медаља: две златне, три сребрне и четири бронзане медаље. Мађарска је освојила још једну медаљу, сребрну у уметности, али се она не признаје, пошто то није званична дисциплина олимпијских игара.

### Освојене медаље на ЛОИ
| Освојене медаље мађарских спортиста на ЛОИ 1924. |            |       |        |        |        |
| Спортиста                                        | Спорт      | Злато | Сребро | Бронза | Укупно |
| Шандор Пошта                                     | Мачевање   | 1     | 0      | 0      | 1      |
| Ђула Халаши                                      | Стрељаштво | 1     | 0      | 0      | 1      |
| Елемер Шонфај                                    | Стрељаштво | 0     | 1      | 0      | 1      |
| Екипно, сабља                                    | Мачевање   | 0     | 1      | 0      | 1      |
| Лајош Керестеш                                   | Рвање      | 0     | 1      | 0      | 1      |
| Јанош Гарај                                      | Мачевање   | 0     | 0      | 1      | 1      |
| Екипно, флорет                                   | Мачевање   | 0     | 0      | 1      | 1      |
| Карољ Барта                                      | Пливање    | 0     | 0      | 1      | 1      |
| Рајмонд Бадо                                     | Рвање      | 0     | 0      | 1      | 1      |
| Укупно                                           | 4          | 2     | 3      | 4      | 9      |